# Karol Wilhelm (książę Brunszwiku)
Karol Wilhelm Ferdynand (ur. 9 października 1735, zm. 10 listopada 1806) – niemiecki książę Brunszwiku-Lüneburga i Brunszwiku-Wolfenbüttel-Bevern z dynastii Welfów. Jest uznawany za twórcę nowoczesnego systemu prowadzenia wojny w drugiej połowie XVIII wieku.

## Okres przed objęciem tronu
Karol Wilhelm przyszedł na świat w Wolfenbüttel jako syn księcia Karola I i Filipy Charlotty, córki króla pruskiego Fryderyka Wilhelma I. Rodzice zadbali o wszechsrtronną edukację pierworodnego syna i umożliwili podróż po państwach niemieckich, Holandii i Francji.
W roku 1757 młody następca tronu wziął udział w swojej pierwszej kampanii wojennej. Pod dowództwem księcia Cumberlanda, wyprawił się do północnych Niemiec. Odznaczył się bohaterską i zwycięską szarżą swojej piechoty w bitwie pod Hastenbeck, ale cała bitwa skończyła się zwycięstwem Francuzów. Następnie, dzięki wstawiennictwu stryja, księcia Ferdynanda, otrzymał awans na wyższego oficera. Wkrótce też Karol Wilhelm odpłacił się krewnemu oraz księciu Cumberlandowi znakomitą służbą w bitwach pod Minden i Warburgiem, co przyniosło mu prestiż i tytuł mistrza nieregularnych działań wojennych.
Po zakończeniu wojny siedmioletniej Karol Wilhelm odbył liczne podróże. Najpierw udał się do Wielkiej Brytanii odwiedzając swojego krewnego, księcia Walii Fryderyka Ludwika. Następnie przebywał z wizytą we Francji, gdzie nawiązał m.in. znajomość z pisarzem Jean-François Marmontelem; w Szwajcarii, gdzie poznał Voltaire'a i w Rzymie, gdzie badał pod kierownictwem Winckelmanna zabytki archeologiczne.

## Rządy
Przez pewien czas, przyszły książę przebywał jeszcze w Neapolu, a następnie przez Paryż powrócił do ojczyzny. Tam przez kolejne kilka lat, wspierany przez ministra Feonçe von Rotenkreuza, Karol Wilhelm zdołał uratować państwo przed bankructwem, którego widmo ciągnęło się jeszcze od wojny siedmioletniej.
W roku 1780 zmarł Karol I i Karol Wilhelm jako najstarszy syn objął władzę w państwie. Sukcesor bardzo szybko dał się poznać jako wzorowy monarcha swojego okresu. Jako typowy władca absolutny oświecony Karol Wilhelm interesował się gospodarką państwa, jednak zbyt duża ostrożność sprawiała, że często wycofywał się z planowanych reform.
W polityce zagranicznej zdołał doprowadzić do sojuszu militarnego z Królestwem Prus. W późniejszym okresie jako pruski feldmarszałek był też bardzo aktywny w sprawach militarnych oraz dyplomatycznych Królestwa Prus. Będąc zwolennikiem proniemieckiej polityki Prus zdecydował się na przystąpienie do zawiązanej w 1785 roku Fürstenbund (niem. Liga Książąt) skierowanej przeciw Austrii. Organizację jednak szybko rozwiązano.
W swoich działaniach książę starał się naśladować swojego wuja, króla Fryderyka, ale brakowało mu zdecydowania, zwłaszcza w sprawach militarnych. Niemniej, dzięki swojemu zaangażowaniu w 1787 otrzymał oficjalnie tytuł feldmarszałka Królestwa Prus.

## Służba wojskowa

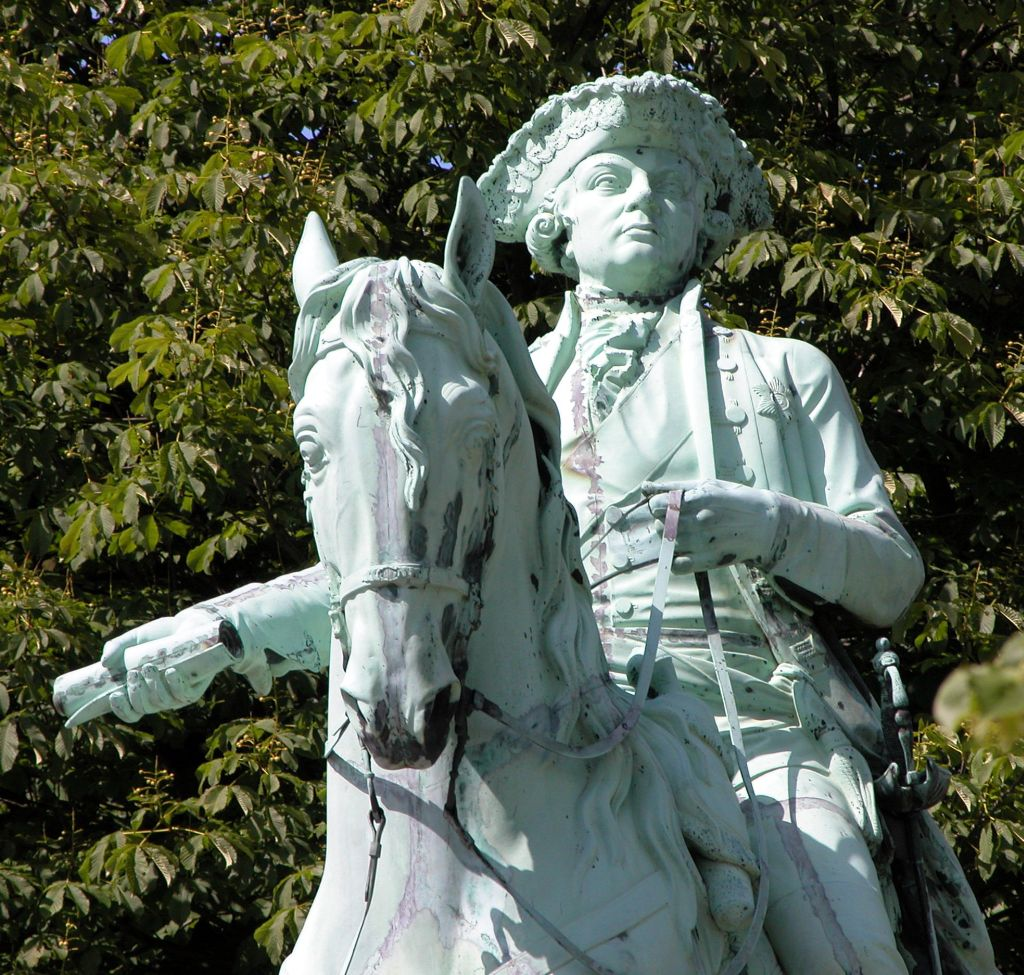
Pomnik księcia w Brunszwiku

W 1792, po uporządkowaniu sytuacji wewnętrznej, sprawujący we Francji władzę Żyrondyści wypowiedzieli wojnę Austrii. Cesarz Leopold II zdołał się porozumieć z władcą pruskim, co zaowocowało sojuszem antyfrancuskim. Połączone siły obydwu monarchów latem 1792 zostały skierowane pod Koblencję i oddane pod komendę księcia brunszwickiego.
25 lipca w obozie wojennym sprawujący naczelne dowództwo Karol Wilhelm wydał Manifest Brunszwicki (zwany też Proklamacją Brunszwicką), w której groził Francji wojną i zagładą zarówno jej żołnierzy, jak i cywilów, jeżeli republikanie skrzywdzą króla Ludwika XVI lub jego rodzinę. Manifest miał za zadanie:
"(...) zakończyć anarchię we Francji, powstrzymać ataki na tron i ołtarz, przywrócić legalną władzę, dać swobodę i bezpieczeństwo królowi, których jest obecnie pozbawiony i umieścić go w pozycji umożliwiającej ponowne sprawowanie legalnej władzy, która do niego należy."

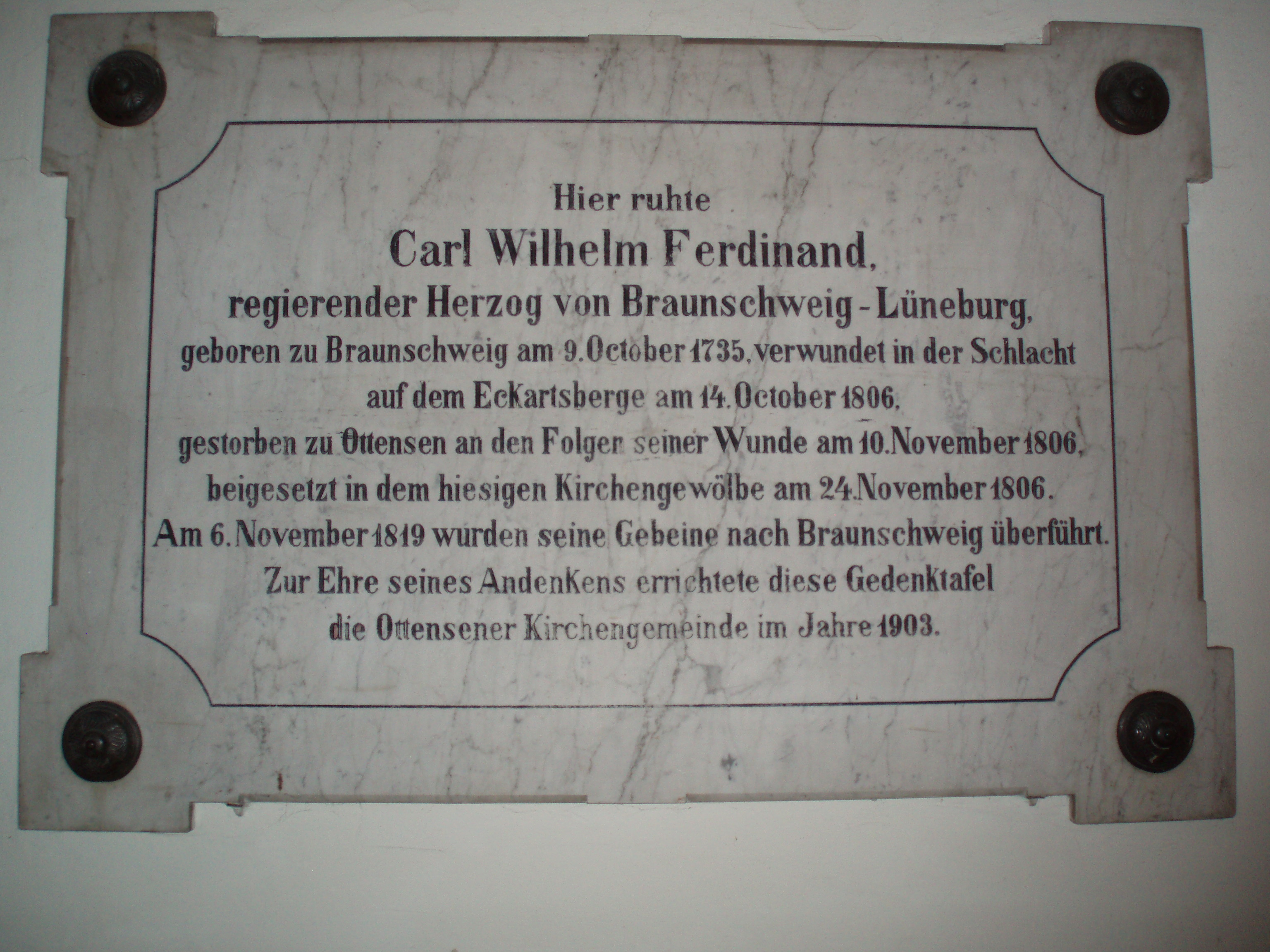
Epitafium (Christianskirche Ottensen)

W znacznej części Proklamacja nie była jednak dziełem Karola Wilhelma, lecz kuzyna króla Francji, Ludwika, księcia de Condé. Cała sytuacja odbiła się negatywnie w społeczeństwie francuskim i przyczyniła się do przyspieszenia decyzji o wyroku śmierci dla monarchy.
W 1793 roku po długim oblężeniu armia Karola Wilhelma zdołała odbić Moguncję. Rok później książę podał się do dymisji ze stanowiska feldmarszałka. Do służby powrócił w roku 1806, jednak został pobity przez francuskiego marszałka Davouta w bitwie pod Jeną-Auerstedt, w której został ranny i dwa dni później zmarł. Jego ciało sprowadzono do ojczyzny i pochowano 10 listopada.

## Życie prywatne
Ze swoją żoną Augustą Charlottą, córką księcia Walii Fryderyka Ludwika Hanowerskiego i Augusty Wettyn, książę doczekał się siedmiorga dzieci. Były to:
- Augusta Karolina (1764–1788) – żona księcia Fryderyka Wirtemberskiego
- Karol Jerzy (1766-1806)
- Karolina Amalia (1768-1821) – żona króla Wielkiej Brytanii Jerzego IV
- Jerzy Wilhelm (1769-1811)
- August (1770-1822)
- Fryderyk Wilhelm (1771-1815) – książę Brunszwiku, Czarny Książę
- Amelia Karolina (1772–1773)